# William Gilpin
Pour les articles homonymes, voir Gilpin.

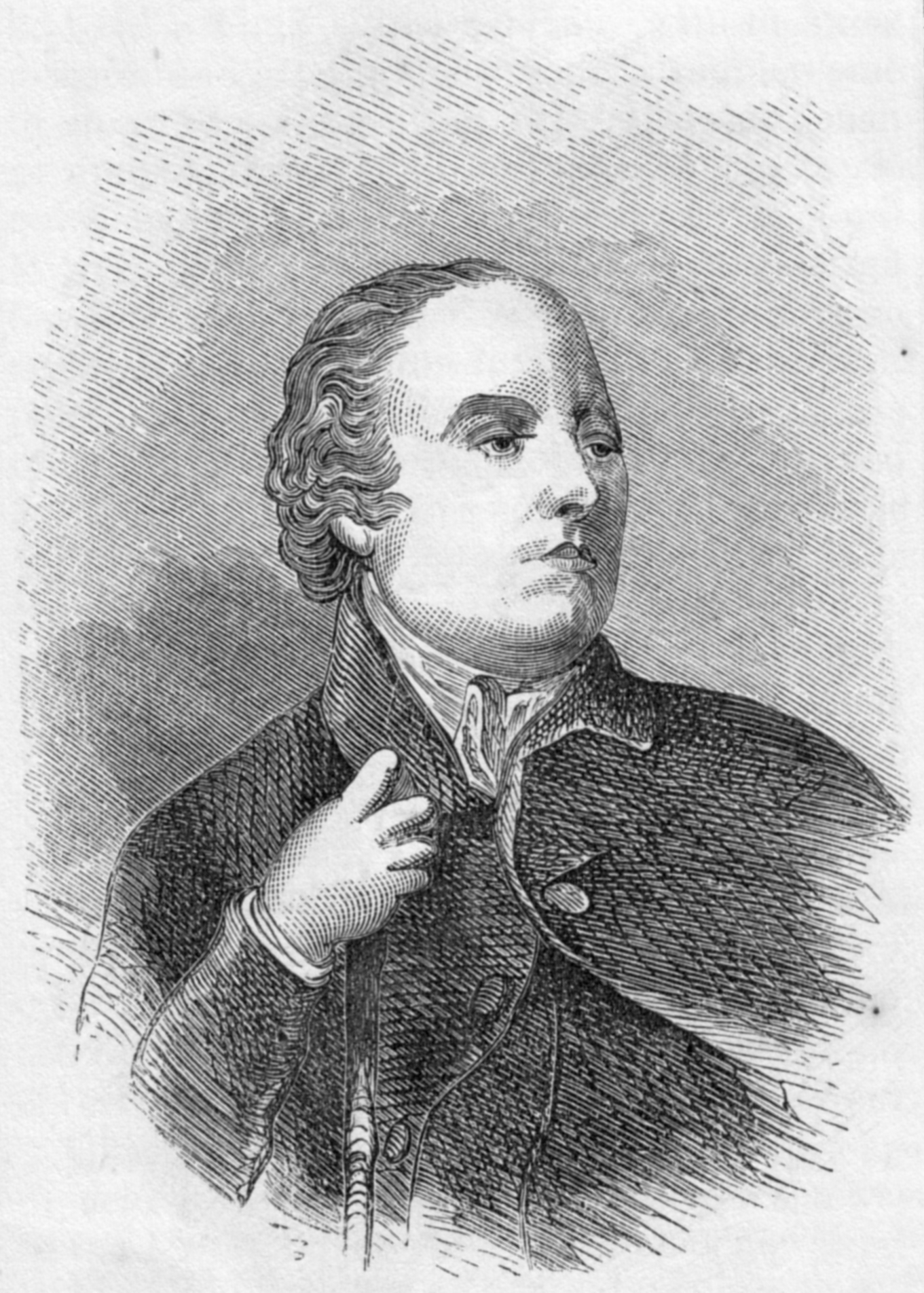
Gravure représentant William Gilpin (1869).

Le Révérend William Gilpin (4 juin 1724 - 5 avril 1804) est un artiste, un clergyman, un maître d'école et un écrivain, dont la notoriété est surtout liée au fait qu'il est l'un des créateurs de la notion de « pittoresque ». 

## William Gilpin et le pittoresque
En 1768, Gilpin publie son Essay on Prints, où il définit le pittoresque comme « ce genre de beauté qui est agréable dans une peinture » (that kind of beauty which is agreeable in a picture) et commence à exposer ses « principes de la beauté pittoresque », fondés en grande part sur sa connaissance de la peinture de paysage. Au cours de la fin des années 1760 et des années 1770, William Gilpin effectue de nombreux voyages pendant les vacances d'été et applique ces principes aux paysages qu'il voit, consignant ses pensées dans des carnets, accompagnées de croquis spontanés. 

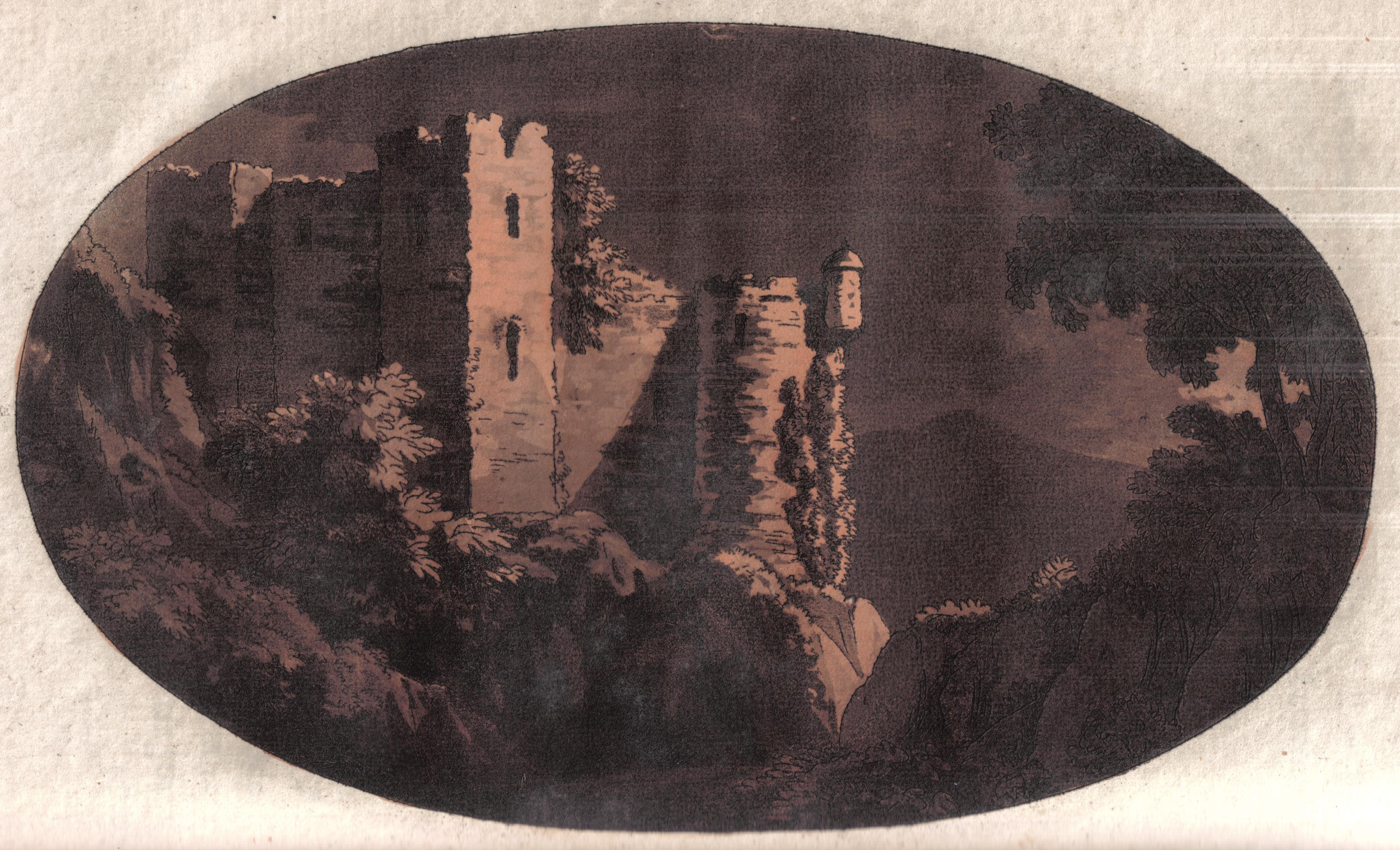
Le château de Penrith en 1772, selon le livre de William Gilpin sur le Cumberland et le Westmorland.

Son neveu William Sawrey Gilpin, fils du peintre animalier Sawrey Gilpin, fréquente son école, à Cheam près du Surrey.
Les notes de voyage de Gilpin circulent sous forme manuscrite chez certains de ses amis, tels que le poète William Mason, ainsi qu'auprès d'un cercle plus large, qui inclut Thomas Gray, Horace Walpole et le roi George III. En 1782, à l'instigation de William Mason, Gilpin publie ses Observations on the River Wye and several parts of South Wales, etc. relative chiefly to Picturesque Beauty; made in the summer of the year 1770 (Londres, 1782). L'ouvrage est illustré de planches tirées de ses croquis, et gravées par son neveu, William Sawrey Gilpin, selon le nouveau procédé de l'aquatinte. Suivent les Observations sur le Lake District et l'Ouest de l'Angleterre, puis, après son déménagement à Boldre, Remarks on Forest Scenery, and other woodland Views ... (Londres, 1791).
Pour Gilpin, la texture, tout comme la composition, sont importantes dans une scène « correctement pittoresque » (correctly picturesque). La texture doit être « brute », « complexe », « variée » ou « brisée » (« rough, intricate, varied, or broken »), sans lignes droites évidentes. La composition doit fonctionner comme un ensemble unifié, en incorporant divers éléments : un premier-plan (foreground) sombre, comportant zones centrale et latérales (front-screen and side screens), un plan moyen plus clair, et au moins un « lointain » (distance) situé plus en arrière-plan, et dépeint de façon moins nette. Une abbaye ou un château en ruine « ajouterait de la consistance » (would add "consequence"). Un point de vue en contre-plongée — qui renforce l'impression de « sublime » — sera toujours préférable à une vue en plongée. Si Gilpin admet que la nature excelle à produire textures et couleurs, elle est rarement capable de produire la composition parfaite. Il lui faut un peu d'aide de la part de l'artiste, comme l'ajout d'un arbre judicieusement placé.
À la différence d'autres voyageurs-écrivains de l'époque, comme Thomas Pennant, Gilpin ne parle guère d'histoire, et ne livre que peu de faits ou d'anecdotes. Ses descriptions elles-mêmes peuvent sembler vagues, car elles se centrent sur la manière dont la scène qu'il a sous les yeux se conforme aux principes du pittoresque plutôt que sur son caractère propre. Dans un passage souvent cité, Gilpin pousse les choses à l'extrême, en suggérant qu'« un maillet manié avec discernement » (a mallet judiciously used) pourrait rendre plus pittoresque le pignon insuffisamment délabré de l'abbaye de Tintern. Dans le même ouvrage, il critique le poète John Dyer pour avoir décrit un objet lointain avec trop de précision. De telles affirmations constituent des cibles faciles pour une satiriste comme Jane Austen, qui ne se prive guère d'ironiser, dans Northanger Abbey comme dans d'autres de ses romans : ainsi la moquerie d'Elizabeth Bennet, dans Orgueil et Préjugés, lorsqu'elle décline de se joindre à la promenade que s'apprêtent à faire Mr Darcy et les sœurs Bingley : « Vous formez un groupe charmant et [...] Le pittoresque en serait gâté par l'adjonction d'une quatrième personne » (anglais : You are charmingly group'd, and...The picturesque would be spoilt by admitting a fourth). 
Bien qu'il soit l'objet de critiques, William Gilpin publie cependant ses livres précisément au bon moment. L'amélioration de l'état des routes et les restrictions imposées par la force des choses aux voyages vers l'Europe continentale voient l'explosion du tourisme domestique en Grande-Bretagne au cours des années 1780 et 1790. Beaucoup de ces touristes en quête de pittoresque s'appliquent à croquer ce qu'ils voient, ou tout au moins à en discuter en termes de paysage à peindre. Les œuvres de Gilpin constituent le compagnon idéal pour cette nouvelle génération de voyageurs ; elles étaient écrites spécifiquement pour ce marché, sans chercher le moins du monde à être des guides de voyage exhaustifs.

## Œuvres

### Traduites en français
- Voyage en différentes parties de l'Angleterre et particulièrement dans les montagnes et sur les lacs du Cumberland et du Westmoreland, contenant des observations relatives aux beautés pittoresques, par M. William Gilpin, etc. ouvrage traduit de l'anglais sur la 3e édition, par M. Guédon de Berchère..., Paris, Defer de Maisonneuve, 1789[2] (republié en français en 1801 sous le titre Observations pittoresques sur différentes parties de l’Angleterre, particulièrement sur les montagnes...[3]). Titre anglais : Observations, relative chiefly to picturesque beauty, made in the year 1772, on several parts of England; particularly the mountains, and lakes of Cumberland, and Westmoreland (1786).
- Trois essais sur le beau pittoresque, sur les voyages pittoresques et sur l'art d'esquisser le paysage, suivi d'un poème sur la peinture du paysage, par M. William Gilpin, etc. traduit de l'anglais par le Bon de B*** [Blumenstein], Breslau, impr. de G. T. Korn, 1799[4]. Titre anglais : Three essays: on picturesque beauty; on picturesque travel; and on sketching landscape: to which is added a poem, On landscape painting (1792).
- Observations pittoresques sur le cours de la Wye et sur différentes parties du pays de Galles, par M. William Gilpin, etc. Traduit de l'anglais par le Bon de B*** [Blumenstein], Breslau, impr. de G. T. Korn, 1800[5]. Titre anglais : Observations on the River Wye, and several parts of South Wales, etc. relative chiefly to picturesque beauty; made in the summer of the year 1770 (1782).
- Essai sur les gravures, par M. William Gilpin, etc. traduit de l'anglais sur la 4e édition, par le Bon de B*** [Blumenstein], impr. de G. T. Korn, 1800[6]. Titre en anglais : An essay on prints: containing remarks upon the principles of picturesque beauty; the different kinds of prints; and the characters of the most noted masters (1768)
- William Gilpin, Le Paysage et la Forêt, traduit de l'anglais et préfacé par Joël Cornuault, Saint-Maurice, Premières Pierres, 2010, (1791).

### Correspondance
- (en) Alain Kerhervé, William Writes to William : The Correspondence of William Gilpin (1724-1804) and his Grandson William (1789-1811), Cambridge Scholars Publishing, 2014, 270 p. (ISBN 978-1-4438-5984-4 et 1-4438-5984-2, présentation en ligne).
- (en) Alain Kerhervé, William Gilpin’s Letter-Writer, Cambridge Scholars Publishing, 2014, 265 p. (ISBN 978-1-4438-5983-7 et 1-4438-5983-4, présentation en ligne)